# Saint-Jean-de-Dieu (Montréal)
Pour les articles homonymes, voir Saint-Jean-de-Dieu (homonymie).
Saint-Jean-de-Dieu est une ancienne paroisse du diocèse catholique de Montréal. Cette paroisse a été érigée le 23 septembre 1898 par Mgr Paul Bruchési et a été dissoute le 8 avril 1983. Elle abritait l'asile du même nom, qui correspond aujourd'hui à l'Institut universitaire en santé mentale de Montréal.